# Synthopsis acuminata
Synthopsis acuminata is een slakkensoort uit de familie van de Cerithiopsidae. De wetenschappelijke naam van de soort is voor het eerst geldig gepubliceerd in 1978 door Marshall.